# Liste der Bodendenkmäler in Königsdorf (Oberbayern)
Auf dieser Seite sind die Bodendenkmäler in der oberbayerischen Gemeinde Königsdorf zusammengestellt. Diese Tabelle ist eine Teilliste der Liste der Bodendenkmäler in Bayern. Grundlage ist die Bayerische Denkmalliste, die auf Basis des Bayerischen Denkmalschutzgesetzes vom 1. Oktober 1973 erstmals erstellt wurde und seither durch das Bayerische Landesamt für Denkmalpflege geführt wird. Die folgenden Angaben ersetzen nicht die rechtsverbindliche Auskunft der Denkmalschutzbehörde.

## Bodendenkmäler in Königsdorf
| Lage                                                                  | Objekt | Akten-Nr.     | Bild           |
| --------------------------------------------------------------------- | --- | ------------- | -------------- |
| Gemarkung Osterhofen, circa 200 Meter nördlich der Kapelle (Standort) | Tuffplattengräber des frühen Mittelalters. | D-1-8134-0013 |                |
| (Standort)                                                            | Abgegangenes Hofmarkschloss des späten Mittelalters und der frühen Neuzeit (Schloss Königsdorf).                                                          | D-1-8134-0082 |                |
| Beuerberger Straße 4 (Standort)                                       | Untertägige mittelalterliche und frühneuzeitliche Befunde im Bereich der katholischen Pfarrkirche St. Laurentius in Königsdorf und ihrer Vorgängerbauten. | D-1-8134-0083 | weitere Bilder |